# ثابت‌پنجه‌ها
ثابت‌پنجه‌ها (نام علمی: Acinonyx) سرده ای از پستانداران گوشتخوار از تیره گربه‌ایان است که امروزه تنها یک گونه از آن باقی‌مانده. در گذشته، اعضای این سرده در آسیا و آفریقا پراکنده بودند اما هم‌اکنون تنها یوزپلنگ در بخش‌های محدودی از آفریقا و مناطق بسیار کوچکی در ایران یافت می‌شود.
نام «ثابت‌پنجه» به این دلیل به این سرده گفته می‌شود که ناخن‌های پنجه‌های اعضای آن توانایی پس‌رفتن به درون پنجه را (برخلاف جانورانی چون ببر، گربه، شیر) ندارند و همچون سگ‌ها در بیرون بدن قرار می‌گیرند.
بررسی‌های جانسون و همکاران در سال ۲۰۰۶ نشان داد که این سرده ارتباط نزدیکی با شیر کوهی و گربه اِیرا در قاره آمریکا دارد.

## گونه‌ها
- Acinonyx aicha گرادس، ۱۹۹۷ †
- Acinonyx intermedius تنیوس، ۱۹۵۴ †
- Acinonyx jubatus شربر، ۱۷۷۵
- Acinonyx kurteni کریستیانسونو مازاک، ۲۰۰۸[۲] † (مورد مناقشه، احتمال دارد تقلبی باشد)[۳]
- Acinonyx pardinensis  کروازه و ژوبر، ۱۸۲۸ †